# Soriano nel Cimino
Soriano nel Cimino är en tätort och kommun i provinsen Viterbo i regionen Lazio i Italien. Kommunen hade 8 174 invånare (2018). Den ligger 74 km nordväst om Rom och 18 km öster om tätorten Viterbo. Den gamla kratersjön Lago di Vico med sina badstränder är ett omtyckt rekreationsområde i närheten. Den av romarna en gång ödelagda etruskerstaden Surrina Vetus låg där Soriano ligger nu. Under andra världskriget bombades platsen av amerikanskt flyg. Till sevärdheterna hör Palazzo Chigi-Albani, ett renässansslott uppfört av kardinal Cristoforo Madruzzo med början 1561. Hit hör även den monumentala Fontana Papacqua på en av terrasserna till detta slott. Denna springbrunn ritades 1562 av Giacomo Barozzi da Vignola och återger allegorier över de fyra årstiderna. Det sägs att kardinalen själv satte störst värde vid figurer med erotisk symbolik, som bockar och satyrer. 